# Heinrich Blumenstein
Pour les articles homonymes, voir Blumenstein (homonymie).
Heinrich Blumenstein est un ingénieur allemand, conseiller étranger au Japon durant l'ère Meiji.
En 1887, le gouvernement japonais contacte la compagnie sidérurgique Krupp pour un contrat d'approvisionnement d'une fabrique de poudre à canon. Lorsque le Japon achète 1,5 million de marks de poudre la même année à la Rheinisch-Westfaelische Pulverfabriken de Cologne, la compagnie obtient l'autorisation d'installer une fabrique de poudre dans le pays. Dans ce contexte, Heinrich Blumenstein travaille au Japon comme conseiller étranger de 1891 à 1892, succédant à Hermann Behnken.